# ヨハン・ミャルビー
カール・ヨハン・シヴァルド・ミャルビー（Karl Johan Siward Mjällby, 1971年2月9日 - ）はスウェーデン出身の元サッカー選手、サッカー指導者。ポジションはDF。
2005年に現役引退した元スウェーデン代表ディフェンダー。的確なポジション取りでフェアに相手の攻撃を阻止できる名ディフェンダー。空中戦の強さは絶対的で、彼がゴール前でディフェンスをしていると相手選手がクロスを上げるのをためらうほどであった。

## 経歴
AIKソルナに僅か13歳で入団、1997年、1998年にスウェーデン・カップ制覇を経験し、翌シーズン途中にセルティックへと移籍する。セルティックでも守備の要として機能し、スコティッシュ・プレミアリーグ制覇2度、リーグカップ制覇2度を経験した。その後、レバンテのリーガ・エスパニョーラ・プリメーラ・ディビシオン昇格に伴いレバンテへ加入する。しかしながら膝のケガに悩まされ、チームの降格もあり1シーズンでAIKに復帰する。結局このケガが影響2006年4月に現役引退を発表した。
スウェーデン代表としては1997年のイスラエル戦でデビュー、EURO2000にも出場し、2002 FIFAワールドカップではパトリック・アンデションの負傷もありキャプテンマークを巻いて5試合に出場、イングランドを抑えて「死の組」首位通過に貢献した。しかし、引退のきっかけとなった膝のケガをこの大会で負ってしまった。

## 代表歴

### 出場大会
- スウェーデン代表
  - 2002 FIFAワールドカップ

### 試合数
- 国際Aマッチ 49試合 4得点（1997年-2004年）[1]

| スウェーデン代表 | 国際Aマッチ | 国際Aマッチ |
| 年               | 出場        | 得点        |
| ---------------- | ----------- | ----------- |
| 1997             | 1           | 0           |
| 1998             | 7           | 1           |
| 1999             | 7           | 1           |
| 2000             | 11          | 2           |
| 2001             | 5           | 0           |
| 2002             | 10          | 0           |
| 2003             | 3           | 0           |
| 2004             | 5           | 0           |
| 通算             | 49          | 4           |

## タイトル

### クラブ
AIK
- アルスヴェンスカン : 2回 (1992, 1998)
- スウェーデンカップ : 2回 (1995-96, 1996-97)

セルティック
- スコティッシュ・プレミアリーグ : 3回 (2000-01, 2001-02, 2003-04)
- スコティッシュリーグカップ : 2回 (1999-00, 2000-01)
- スコティッシュカップ : 2回 (2000-01, 2003-04)